# Атаев, Байджан Кизыл
Байджан Кизыл Атаев — советский политический деятель, депутат Верховного Совета СССР 1-го созыва (1938—1946).

## Биография
Работал ловцом рыбацкого колхоза имени Микояна (впоследствии имени Атабаева) Туркменского рыбакколхозсоюза, в дальнейшем — председатель Туркменского рыбакколхозсоюза.
Участник лодочного похода рыбаков Туркмении из Красноводска в Москву. Атаев — один из девяти рыбаков, преодолевших 4.653 километра на одноместных лодках — таймунах. Поход на лодках продлился 93 дня: с 5 июля до 6 октября 1936 года. Участники похода прошли по Каспийскому морю, рекам Волга, Ока и Москва. За участие в походе Байджан Атаев «за исключительный переход рыбаков-колхозников Туркменской ССР на одноместных таймунах (лодках) по маршруту Красноводск — Москва» постановлением ЦИК СССР от 15 октября 1936 г. был награждён орденом «Знак Почёта».
Стахановец, в 1937 году выполнил план лова на 233%.
Был избран депутатом Верховного Совета СССР 1-го созыва от Туркменской ССР в Совет Союза/Национальностей в результате выборов 12 декабря 1937 года.
В 1938 году стал кандидатом в члены ВКП(б).

## Награды
- Орден «Знак Почёта» (15.10.1936 г.)